# Храносмилане
Храносмилането е процес на механично и химично преработване на храната до вид, в който тя може да бъде усвоена от организма на животните. То е форма на катаболизъм, разграждане на хранителните макромолекули на по-малки молекули благодарение на различни храносмилателни сокове. Под влияние на последните хранителните вещества се разграждат до своите основни, разтворими във вода градивни елементи и едва тогава се всмукват, разнасят се с кръвта и се усвояват от организма.
Начинът, по който протича храносмилането, варира при различните групи животни. При бозайниците, след като се поеме през устата храната бива подложена на „изпитване“, при което се определя нейната годност или негодност, както и на нейните вкусови качества. В зависимост от това изпитване приетата храна или се изхвърля обратно навън, или се задържа и започва нейната обработка. Последната представлява механично раздробяване на храната от зъбите и химичното ѝ третиране с вещества в слюнката. След това тя се придвижва през хранопровода в стомаха, където киселините унищожават най-вредните микроорганизми и продължава механичното разграждане и химичното изменение. Тези процеси се довършват в тънкото и дебелото черво, а остатъците от храносмилателния процес, като неусвоени частици от храна, микроорганизми и олющени от храносмилателния канал епителни клетки се изхвърлят от тялото при дефекация.
Храносмилането се ускорява, когато се увеличава температурата. При температура 18 – 20 °C пълното храносмилане протича за 8 – 12 часа. Средното количество приета храна за едно денонощие е около 3% от масата на тялото.

## Същност на ензимното храносмилане
В процесът на храносмилане участват няколко групи ензими. Първата са тези, произведени в самия организъм и отделени, чрез жлези в отделни тъкани или телесни органи. Този тип на храносмилане се нарича собствено храносмилане. В процеса на храносмилане обаче участват и ензимите на самата храна (автолитично храносмилане), а също и онези ензими, които се отделят от жизнената дейност на микроорганизмите (бактерии и инфузории), обитаващи някои отдели на храносмилателната система (симбиотично храносмилане).
Храносмилателните ензими действат върху трите основни групи хранителни вещества — белтъци, въглехидрати и мазнини. Същите действат и върху междинните продукти от тяхното разграждане. В зависимост от това те се подразделят на:
- Протеолитични ензими (протеази) – разграждат белтъците на основните им градивни елементи – аминокиселини.
- Амилолитични ензими (амилази) – разграждат последователно сложните въглехидрати до прости захари.
- Липолитични ензими (липази) – разграждат мазнините до глицерин и мастни киселини.

Ензимите действат на строго определени хранителни вещества само при определени условия на средата. Те са и видово неспецифични. В зависимост от мястото, където се осъществява храносмилателния процес, храносмилането бива:
- Извънклетъчно – при този тип храносмилане синтезираните в клетката ензими се пренасят вън от нея и действат в различните отдели на храносмилателната система.
- Клетъчно – наблюдава се при неразградени или ненапълно разградени хранителни частици проникнат в клетката. В тези случаи ензимите от цитоплазмата на клетката извършват хидролитичните процеси.
- Пристенно (мембранно).

## Храносмилане при човека
Храносмилането при човека се извършва в храносмилателния тракт и протича на няколко етапа: първо храната се раздробява механично в устната кухина, смилането продължава в гълтача, хранопровода и стомаха, досмила се и се усвоява в тънкото, дебелото и правото черво, и накрая чрез ануса се отделят крайните продукти от разграждането.
В хода на храносмилателния тракт са формирани няколко физиологични стеснения – сфинктери, благодарение на които се предотвратява връщането на храната обратно. Това са: горния и долния езофагиален, пилорния и илео-цекалния сфинктер. В края на храносмилателния тракт се намират вътрешния и външния анален сфинктер, които имат за задача да задържат чревното съдържимо.

### Храносмилане в устната кухина
Храносмилателният процес започва от устата, където в продължение на 15-20 секунди храната се обработва механично и химично. Тук не се извършва резорбция.

#### Механична обработка
При механичната обработка храната се разкъсва, размачква и примесва с първия храносмилателен сок – слюнката. Чрез него тя бива още овлажнена, размекната и оформена като хранителна хапка. С помощта на езика последната се прехвърля от едната на другата страна, а с помощта на мускулатурата на бузите не се позволява на частици от храната да се задържат по венците.
През време на дъвкателния акт благодарение на натиска, който се упражнява между насрещните повърхности на кътниците и кучешките зъби, храната се размачква, т.е. сдъвква. Силата, с която се извършва сдъвкването, е степенувана в зависимост от твърдостта на храната и се осъществява по нервнорефлексен път. Едновременно с това се възбужда и отделянето на по-голямо количество слюнка, която улеснява раздробяването на храната. Поради това колкото по-твърда е дадена храна, толкова по-дълго време е необходимо за навлажняването и размекването ѝ, а следователно и за нейното пълно раздробяване. Целият дъвкателен процес до преглъщане е напълно волеви. Гълтането представлява неволеви, рефлекторен акт, чийто команден център се намира в продълговатия мозък. По време на преглъщането се затваря дихателната тръба и носните ходове.

#### Химична обработка
Химичната обработка на храната се постига с помощта на слюнката. Тя се изработва от три чифта големи слюнчени жлези - околоушни, долночелюстни и подезични, и от множество малки жлезички, разположени по лигавицата на езика, бузите, мекото и твърдото небце. Чрез слюнката могат да бъдат разградени само въглехидратите.

#### Слюнка
Слюнката представлява водниста, лепкава течност с рН ≈ 7. Основните ѝ функции са втечняване на храната, разтваряне на някои хранителни вещества, смазване и почистване на устната лигавица, и антибактериална защита. Слюнката съдържа вода, натриев хлорид, натриев карбонат, калциев карбонат, калциеви фосфати и сулфати, слузесто-белтъкоподобното вещество муцин, и ензимите амилаза, малтаза и лизозим. Амилазата действа върху полизахаридите и чрез присъединяване на вода ги разглобява до дизахарида малтоза. Малтазата в комбинация с водата разглобява малтозата до глюкоза а муцина слепва раздробените парчета храна в една хапка, като я прави хлъзгава и удобна за поглъщане и придвижване по хранопровода. Ензимът лизозим е от важно значение поради антибактериалните си свойства. За едно денонощие се отделят от 600 до 1500 мл слюнка.
Слюнката може да се отделя по нервно-рефлексен път при вида на дадена храна или при нейното споменаване. Също така тя може да се отделя и в случаите, когато по време на дъвкане се дразнят мирисовите, вкусовите или тактилните рецептори.

### Храносмилане в стомаха
След преглъщането хапката попада в хранопровода и за около 7-15 сек. стига до стомаха. Тук храната не се размесва безразборно, а се наслоява по реда на постъпването си. Поради това със стомашен сок се пропиват само първите порции храна, наслоили се непосредствено до стените на стомаха. Вътрешните порции храна, до пропиването си с киселия стомашен сок, запазват тази реакция, която са придобили в устата под влияние на слюнката, и поради това слюнчените ензими продължават действието си в стомаха още около 30-60 минути. Обикновено това време е достатъчно за разглобяването на повечето въглехидрати.

#### Химична обработка
Храната престоява в стомаха средно около 3–5 часа, като този срок варира в зависимост от количеството и качеството на приетата храна. През това време тя се подлага наново на химична обработка, посредством изливащия се върху нея стомашен сок. Последният се секретира от стомашните жлези само по време на храносмилане, и то не веднага, а 5-6 минути след приемането на първите порции храна в устата. Започнало веднъж, то може да продължи с часове дотогава, докогато има храна в стомаха, и спира едва след неговото пълно изпразване.

#### Стомашен сок
Стомашният сок представлява безцветна течност с характерна миризма и силно кисела реакция: рН ≈ 1,5. Стомашният сок съдържа солна киселина, натриев хлорид, калиев хлорид, магнезиев и калциев фосфат, сулфат, ензимите пепсин, химозин и липаза, някои белтъчни съединения, малки количества млечна киселина, аденозинфосфорна и креатинфосфорна киселина, пикочина, пикочна киселина и др. Солната киселина създава оптималната реакция за действието на ензимите. Пепсинът се отделя в неактивна форма и се превръща в активен ензим под въздействие на солната киселина. Под негово влияние белтъчините се разпадат до албумози и пептони. Под влиянието на химозинът белтъкът на млякото се съсирва, поради което той се задържа в стомаха и неговите съставни части се подлагат по-дълго време на действието на ензимите. Липазата се отделя в малко количество, има слаба активност и разцепва само тези мазнини, които се намират в емулгирано състояние, като например мазнините в млякото.
По време на храносмилане стомашният сок се отделя на две фази — нервно-рефлексна и хуморална, като този, отделян по време на хуморалната фаза, има по-слаба смилателна сила и по-малка киселинност.

##### Нервно-рефлексно сокоотделяне
По време на тази фаза стомашното сокоотделяне става по нервно-рефлексен път, при което в него вземат участие както безусловно рефлексни, така и условно рефлексни механизми. Дразнителите, предизвикващи отделянето на стомашния сок, могат да са както самата храна, която дразни химично и механично рецепторите в устната кухина и стомаха, така и нейният вид и мирис, както дори и представата или мисълта за храна. Има обаче и вещества, като например мазнините, които потискат стомашната секреция за период от 2-4 часа, при което апетитът намалява. Подобен ефект може да се получи и при редица емоционални състояния на гняв, ярост, страх и пр., както и при ядене на невкусна, неприятна и с лоша миризма храна.
Сокът, който се отделя от стомашните жлези по време на тази фаза, преди още храната да е попаднала в стомаха, се нарича „апетитен сок“. Той има за цел да подготви стомаха за посрещането на храната и нейното бързо повлияване. Нервно-рефлексната фаза на стомашното сокоотделяне продължава около 1,5-2 часа, след което постепенно се замества от втората хуморална фаза.

##### Хуморално сокоотделяне
Причина за отделянето на стомашен сок в тази втора фаза могат да са някои химични вещества, които, разнасяни чрез кръвта, достигат до стомашните жлези и подбуждат и поддържат стомашната секреция. Такива са продуктите от разпадането на хранителните вещества, които, след като се всмукнат през стените на червата, преминават в кръвта и по кръвен път подбуждат и поддържат стомашната секреция.

### Храносмилане в дванадесетопръстника
След като стомашните сокове смелят храната в стомаха до химус, последният преминава на отделни порции в дванадесетопръстника, където върху него се изливат нови три сока: панкреатичният, жлъчният и чревният.

#### Панкреатичен сок
Панкреатичният сок се изработва от задстомашната жлеза само през време на храносмилане и чрез един отводен канал се излива направо в дванадесетопръстника. След като отделянето започне, то може да продължи с часове (6 до 14 часа). В зависимост от количеството и качеството на храната се променя и количеството и качеството на самия сок, като най-голямо количество панкреатичен сок се отделя при обработката на въглехидратна храна, по-малко на белтъчна храна и най-малко на мазнини. При човек за едно денонощие се отделя около 1,5-2 л панкреатичен сок. Той има рН 7,6-8,4 и съдържа бикарбонати и неактивни ензими, като трипсиноген, химотрипсиноген и прокарбоксипептид (за разграждане на белтъците), амилаза, малтаза, захараза и лактаза (за разграждане на въглехидратите), и липаза и естераза (за разграждане на липидите).
Отделянето на панкреатичния сок става по два начина – нервно-рефлексен и хуморален.

##### Нервно-рефлексно сокоотделяне
В началото на храненето панкреасното сокоотделяне става по нервно-рефлексен път, както по пътя на безусловните, така и по пътя на условните рефлекси. Отделянето на панкреатичен сок започва около 2-3 минути след началото на храненето, въпреки че в червата въобще не попада храна. След като храната попадне в устата, поради дразнението на тамошните рецептори, възникват възбудни импулси, които достигат по центростремителните нерви до центъра на задстомашното сокоотделяне в продълговатия мозък и оттам по блуждаещите нерви до задстомашната жлеза, като я подбуждат към секреция. Подобно нещо се случва и дори само при вида или разговора за вкусна храна.

##### Хуморално сокоотделяне
Задстомашната жлеза отделя сок дори и когато е напълно денервирана. В стените на дванадесетопръстника и в горната част на тънките черва се намира неактивното вещество просекретин, който, под влияние на отделящата се от стомаха солна киселина, се превръща в активен секретин, преминава в кръвта и по кръвен път подбужда и поддържа отделянето на панкреатичен сок.

#### Жлъчен сок
Вторият храносмилателен сок, който се излива върху хранителния химус в дванадесетопръстника, е жлъчката. Тя се секретира от черния дроб и подпомага процеса на разграждане на мазнините в тънките черва. За едно денонощие се отделят около 800—1000 cm³ жлъчен сок. Жлъчният сок съдържа: вода, жлъчни киселини (таурохолова и гликохолова киселина), жлъчни пигменти (билирубин и биливердин), холестерин и слуз. Жлъчните киселини притежават бактерицидно действие, като не позволяват развитието на гнилостни микроорганизми в червата.
Отделянето на жлъчния сок става също по нервно-рефлексен и хуморален път.

##### Нервно-рефлексно сокоотделяне
Отделянето на жлъчен сок от жлъчния мехур може да става по нервно-рефлексен път. Обикновено започва от 3 до 12 мин. след приемане на храната и продължава от 5 до 10 часа. Например при приемане на месо жлъчкоотделянето започва след 8 мин. и продължава около 6 часа, а при приемане на хляб жлъчкоотделянето започва след 12 мин. и продължава около 9 часа. При поемане на течни храни отделянето на жлъчен сок става по-бързо и за по-кратко време.

##### Хуморално сокоотделяне
Под въздействие на хормона вилицистокинин е възможно и хуморално отделяне на жлъчен сок. Този хормон се образува в лигавицата на дванадесетопръстника и предизвиква свиване на жлъчния мехур. Подобно въздействие могат да предизвикат по кръвен път и редица други вещества, като например мазнините, пептоните, албумозите и полипептидите.

### Храносмилане в тънкото черво
В тънкото черво хранителните вещества се разграждат и усвояват. Тук върху хранителния химус се излива отделеният от жлезите на тънкото черво чревен храносмилателен сок.

#### Чревен сок
Чревният сок има светложълт цвят и алкална реакция: рН ≈ 8. За едно денонощие се отделят около 2 л. чревен сок. Съдържа около 0,65% натриев хлорид, 0,35% натриев карбонат и ензимите ерепсин, ентерокиназа, нуклеаза, липаза, амилаза, инвертаза, малтаза и лактаза. Той се секретира под въздействие на механичните дразнения, които хранителният химус оказва върху стените на тънките черва. Чревната секреция също така може да се задейства и благодарение на различни вещества, съдържащи се в химуса, като стомашен сок, слаби разтвори от солна киселина, продукти от разпадането на белтъчините и въглехидратите, млечната захар и др.

### Храносмилане в дебелото черво
До дебелото черво достигат само несмилаемите съставки на хранителния химус, водата и част от храносмилателните сокове.

#### Функции на дебелото черво
Дебелото черво има две основни функции – всмукване на водата и изхвърляне на изпражненията.

##### Всмукване на водата
Основната функция на дебелото черво е да извлече водата от хранителния химус и да я насочи към кръвообращението. В резултат на това хранителната каша се сгъстява и се превръща във фекалии. Последните представляват смес от несмляни остатъци от храна (мускулни, сухожилни и целулозни влакна, зърна, неразтворими соли), продукти от жизнената дейност на червата (олющени от лигавицата на червата епителни клетки, слуз, жлъчни пигменти, холестерин, ферменти) и множество микроорганизми.
За едно денонощие, от 4 кг химус, преминаващ от тънкото в дебелото черво, се изхвърлят едва около 130-150 г.
В дебелото черво живеят два вида бактерии - такива, които разграждат въглехидратите (bacillus coli) и такива, които разграждат белтъчините (bacillus putrificus). Тези бактерии разтварят целулозата и с това дават възможност на организма да използва съдържимото на растителните клетки. Също така микроорганизмите в дебелото черво предпазват организма от развъждането на различни видове плесени.

##### Екскреторна функция
Тъй като чрез дебелото черво организмът се освобождава от солите на някои метали, като живак, бисмут, олово, излишния калций, фосфор и пр., при по-големи техни дози, върху лигавицата започват да се образуват кървящи язви, водещи до чести и кървави изпражнения.

## Особености при животните

### Безгръбначни животни
Мравките притежават подвижен език, по който храната тръгва към храносмилателната система, като бива пречистена от несмилаеми отпадъци, посредством специален орган. В коремчето им има два стомаха — социален и нормален. В последния храната е смесена с храносмилателни сокове и не може да се споделя. В главата на мравката се намира специална храносмилателна жлеза, която отделя част от храната, която може да служи като енергиен резерв, а останалата, съдържаща повечето протеини отива в социалния стомах. Оттам тя може да бъде повърната и споделена с ларвите (за техния растеж) или с царицата (за производство на яйца).

### Гръбначни животни

#### Четирикраки

##### Бозайници
Съществуват бозайници, като свине, коне, магарета и зайци, чийто стомах е еднокамерен. Това са непреживни (моногастрични) животни, при които микробиалната дейност протича основно в дебелите черва. Там се разгражда главно целулозата, тъй като останалите хранителни вещества са се разградили в предходните отдели на храносмилателния тракт под влияние на ензимите на храносмилателните сокове.
Друг вид бозайници са преживните (полигастрични) животни, при които стомахът има повече от една камера. Такива са елените, кравите, говедата, биволите, овцете, козите, камилите и ламите. Говедата, биволите, овцете и козите имат четирикамерен стомах, който се състои от:
- Предстомашие, което включва търбух, мрежа и книжка. От всички камери търбуха е с най-голяма вместимост. Най-характерно за предстомашието е наличието в него на специфична микрофлора, благодарение на която храната набъбва, омеква и се обработва. Първоначално храната се поема бързо без да се дъвче и се „складира“ в предстомашието. Около 30 до 70 минути след приемането на храната, когато животните си почиват, поетата и складирана храна в търбуха се връща обратно в устната кухина на малки порции, и бавно се стрива чрез дъвчене. Този процес се нарича преживяне и се повтаря многократно. За неговото осъществяване основна роля играе характерната перисталтика на търбуха. Храносмилателните процеси са механични, микробиологични и химични:
  - Механично смилане — извършва се в устнатата кухина и в търбуха, благодарение на непрекъснатите контракции на покритата с папили търбушна стена.
  - Микробиологично смилане — извършва се от микроорганизмите, чрез които в търбуха се смилат около 65 % от фуражите, а в дебелите черва 10 – 15 %.
  - Химично смилане — останалата част от храната се разгражда от храносмилателните сокове чрез ензимите на стомашния и чревния сок, жлъчката и панкреатичния сок. След като храната е сдъвкана тя се насочва към сирищника.
- Сирищник, представляващ същинския стомах на животното, в който действат храносмилателните сокове, образувани от стомашните жлези. Той е устроен и функционира както стомаха на непреживните животни.

В сока, които се отделя в предстомашието, няма ензими и химичното смилане се осъществява от екто- и ендо-ензимите на микроорганизмите. В предстомашието обитават около 150 вида бактерии, около 50 вида инфузории както и дрожди, плесени, и някои видове актиномицети. Разграждането на веществата в предстомашието се различава от това в червата. Крайна форма на разграждане на протеина е амонякът, като до амоняк се разгражда около 70 - 80 % от постъпващия с фуража протеин. Около 90 % от освободения амоняк, се усвоява от микроорганизмите. Те синтезират заменими и незаменими аминокиселини и протеин на собственото си тяло, в който аминокиселините са около 80 %. Бактериалният протеин е с по-високо качество от растителния. Неусвоеният от микроорганизмите амоняк се резорбира и с кръвообръщението постъпва в черния дроб, където се превръща в карбамид. Част от карбамида се отделя с урината, а друга, чрез слюнката или директно през стената се връща в предстомашието, където отново се превръща в амоняк.
Микроорганизмите разграждат почти всички въглехидрати, постъпващи с фуража. Благодарение на тях животните усвояват целулозата, която се смила чрез вътрешноклетъчни ензими на микроорганизмите. От предстомашието, заедно с неразградените хранителни вещества на фуража, микроорганизмите постъпват в сирищника. Там средата е кисела и микроорганизмите умират. Клетъчната им обвивка се разгражда, а съдържанието на клетките се смесва с хранителната маса, като я обогатява с ценните продукти на микробиалния синтез. По-нататък в стомаха и червата се извършва химично храносмилане на веществата.
При непреживните, в дебелите черва се смила до 40 – 50 % от целулоза, а при преживните около 30 % от неразградената в предстомашията. Крайните продукти на смилането се абсорбират в храносмилателния канал, постъпват в кръвта и лимфата, и чрез тях се отнасят до всички органи и клетки. Хранителните вещества се абсорбират главно в тънките черва на животните, а при преживните и в предстомашията.

##### Птици
Храносмилането при птиците протича много бързо. При кокошките храната преминава през храносмилателния канал за около 8 часа, а при пилетата средно за 21 часа. За разлика от бозайниците, те нямат зъби и не дъвчат храната. От човката, през глътката и хранопровода, храната попада в гушата, която представлява разширение на хранопровода, преди навлизането му в гръдния кош. Тук храната престоява за известно време и след като омекне излиза на отделни порции, преминава през гръдната част на хранопровода и попада в жлезистия стомах. Последния представлява бутилкообразно разширение, в което се отделя стомашен сок, съдържащ пепсин и солна киселина. След това храната се насочва към мускулестият стомах (воденичката), чиято вътрешна стена е покрита с дебела и здрава ципа. В него чрез силните мускулни свивания на стените му храната се размесва и стрива, за което спомагат и намиращите се тук голям брой дребни камъчета и песъчинки, които птиците приемат при хранене. В зависимост от вида и възрастта на птицата последните имат размери от 1 – 2 до 6 – 7 mm. В мускулестия стомах песъчинките се задържат до около 7 – 10 дена.
В мускулестия стомах не се отделят храносмилателни сокове. След него храната преминава в тънките черва, където се извършва основното храносмилане и всмукване на хранителните вещества. Смилането е резултат на ензимното действие на стомашния сок, сока на дванадесетопръстника, жлъчката и чревния сок. Слепите черва са богати на микрофлора, която разгражда от 4 до 17 % от целулозата. Каквото е останало се насочва към дебелите черва, като накрая неусвоените хранителни вещества се изхвърлят през клоаката, където в изпражненията се излива и урината.

##### Влечуги
При змиите храносмилането започва след около 20 - 50 часа, а за пълното смилане на погълнатата храна са необходини 5 - 6 денонощия.

## Особености при растенията
Съществуват около 500 вида хищни растения, които са се приспособили да допълват храната си с насекоми.
Храносмилането при дионеята, се извършва в пригодения за улавяне на жертвата дисков лист, който играе ролята на капан. По периметъра на този лист са разположени дълги и остри зъбци, а по вътрешния му ръб, се намират нектарните жлези, които служат за примамка за насекомите. В средната част на листа са разположени множество малки, червени жлези, отделящи храносмилателните ензими. При затварянето на капанчето се оформя малко стомахче, в което протича храносмилателния процес. Храносмилането отнема приблизително десет дена, след което от насекомото остава само празната хитинова обвивка.
По подобен начин гладката част на листата на непентесата отделя восък, който прави повърхността им дотатъчно хлъзгава за да не могат да се задържат по нея насекоми. Така те попадат в каничката-капан, и започват да потъват все по-надълбоко. Каничката е пълна с отделен от растението храносмилателен ензим – непентесин (до 2 литра), който разгражда насекомото за около 5 – 8 часа, като отново остава само хитиновата обвивка. Някои видове непентеси могат да отделят ензим, способен да разгради дори хитиновата обвивка на насекомите.
Листата на росянката са покрити с реснички и отделят лепливо вещество, което съдържа в себе си храносмилателни ензими, конин, мравчена и бензоена киселина. Благодарение на лепкавата слуз която те произвеждат, всички насекоми след като кацнат върху листа залепват моментално, а чрез алкалоида конин биват парализирани. Щом попаднат в капана, листата се затварят около жертвата и чрез власинките бавно я придвижват към същинската част на листото, където са разположени храносмилателните власинки, които отделят ензима, разграждащ жертвата. В зависимост от големината на насекомото, този храносмилателен процес може да продължи няколко дни, след което листата на росянката отново се разтварят.